# Pselligmus infaustus
Pselligmus infaustus là một loài nhện trong họ Nemesiidae.
Pselligmus infaustus được miêu tả năm 1892 bởi Simon.